# Францішек Журавскі
Францішек Журавскі, (пол. ks. Franciszek Żurawski MS) - римо-католицький клірик польської національності, свою діяльність розпочав у Перемиській єпархії РКЦ, згодом переведений на території колишньої Східної Прусії. Відомий співпрацею з польськими збройними формуваннями, що здійснювали злочини проти цивільного, переважно українського, населення. В деяких джерелах вказаних як безпосередній учасник убивств, в тому числі греко-католицьких священиків.

## Життєпис
Народився 22 серпня 1911 року в Дрогобичі, у сім'ї Яна Журавскі та Марії Заквардніцької. Хрещений 24 серпня 1911 р. У Дрогобичі. У 1925-1932 роках закінчив Малу семінарію в Дембовці. Новіціят розпочав 2 липня 1932 р. у місіонерів Богоматері Ла-Салетт (салетинів) в с. Гурко. Тимчасові монаші обітниці склав 21 серпня 1933 р. в Гурку в присутності настоятеля Августа Готьє, а вічні обітниці - 30 вересня 1936 р. у Дембовці. У 1933-1939 рр. вивчав філософію та теологію у Великій семінарії в Дембовці. Висвячений на священика 25 червня 1939 р. у Перемишлі єпископом Францішеком Бардою. Від 1939 до 1945 служив капеланом АК під прізвиськом "Карий" та  ксьондзом-помічником у с. Бабичі. Після того, як широкого розголосу набула інформація про його участь у польських збройних формуваннях та вбивствах цивільного населення, за наполяганнями римо-католицького пароха Бабич був видалений з його парафії. Однак, не дивлячись на це, відразу призначений Перемиським латинським єпископом у с. Гурко - де служив настоятелем з 1945 до 1947 року. Згодом, переведений із Галичини на Краківщину - з 1947-1949 парафіяльний священик у Тшебіні, а потім відправлений на по-німецькі землі, які відійшли Польщі після Другої світової війни. У 1949-1950 парафіяльний священик та місіонер у Білій, 1950-1952 у Дембовці, 1952-1954 казначей, ксьондз-помічник в Кобиланці, 1954-1955 місіонер і вікарій у Собешево. Помер від серцевого нападу 9 травня 1955 р. у плебанії в Івоничах, куди його відправили для проповідей на парафіях. Похований 12 травня 1955 р. на парафіяльному кладовищі в Дембовці. Тіло ексгумоване 10 грудня 1965 року та поховане у салетинському гробівці на парафіяльному кладовищі в Дембовці.

## Участь у злочинах проти цивільного населення
Відповідно до свідчень очевидців та досліджень історичних матеріалів, о. Журавскі був одним із організатором озброєної групи, яка здійснювала напади на українські села. В матеріалах, що стосуються вбивств цілого ряду українських священиків Журавський фігурує як безпосередній вбивця. Зокрема, 11 квітня 1945 року, угруповання Журавського здійснило скоординований напад на українські села Березку, Бахів та Сівчину. В результаті українське населення двох перших сіл було вбито, а у Сівчині, через протидію УПА, вціліла близько половини населення.
Відповідно до деяких свідчень, Журавський особисто брав участь у вбивстві кількох греко-католицьких священиків, зокрема пароха с. Бабичі А. Сембратовича, с. Тарнавки М. Мазура, с. Скопова І. Дем'янюка та с. Березки О. Білика. Вбивства та грабунки Журавський супроводжував релігійними обрядами та промовами. Від нападів угруповання Журавського потерпало також і польське населення. В зв'язку із цим збереглась скарга однієї з польських мешканок цього району до Перемиського латинського єпископа 1952 року, в якому вона просить припинити його священицькі повноваження вв'язку із тим, що він винен у смерті сотень людей та далі веде грішне життя. В цьому ж році Журавський був переведений на служіння з Перемищини на так звані по-німецькі землі.